# بیکتور سادا
بیکتور سادا (اسپانیایی: Víctor Sada‎؛ زادهٔ ۸ مارس ۱۹۸۴) بازیکن بسکتبال اهل اسپانیا است.
از باشگاه‌هایی که در آن بازی کرده‌است می‌توان به باشگاه بسکتبال بارسلونا اشاره کرد.
وی در مسابقات کشوری و بین‌المللی در مجموع برندهٔ ۱ مدال نقره شده‌است.